# Jermaine van Pijkeren
Jermaine van Pijkeren (Rotterdam, 7 november 1991) is een Nederlands voetballer die als aanvaller voor FC Dordrecht speelde.

## Carrière
Jermaine van Pijkeren speelde in de jeugd van FC Dordrecht, waar hij één wedstrijd in het eerste elftal speelde. Dit was op 14 oktober 2011, in de met 3-2 gewonnen thuiswedstrijd tegen Sparta Rotterdam. Hij kwam in de 90e minuut in het veld voor Shayron Curiel. Door twee hamstringblessures bleef het bij deze ene wedstrijd. In 2012 vertrok hij naar NAC Breda, waar één seizoen in het tweede elftal speelde. Door een liesblessure kwam hij ook hier weinig in actie. Sinds 2013 speelt hij voor SteDoCo.

### Statistieken
| Seizoen                     | Club           | Land           | Competitie     | Competitie | Competitie | Beker | Beker | Totaal | Totaal |
| Seizoen                     | Club           | Land           | Competitie     | Wed.       | Dlp.       | Wed.  | Dlp.  | Wed.   | Dlp.   |
| --------------------------- | -------------- | -------------- | -------------- | ---------- | ---------- | ----- | ----- | ------ | ------ |
| 2010/11                     | FC Dordrecht   | Nederland      | Eerste divisie | 0          | 0          | 0     | 0     | 0      | 0      |
| 2011/12                     | FC Dordrecht   | Nederland      | Eerste divisie | 1          | 0          | 0     | 0     | 1      | 0      |
| 2015/16                     | SteDoCo        | Nederland      | Topklasse      | 23         | 1          | 0     | 0     | 23     | 1      |
| Carrièretotaal              | Carrièretotaal | Carrièretotaal | Carrièretotaal | 24         | 1          | 0     | 0     | 24     | 1      |
| Bijgewerkt op 24 maart 2017 |                |                |                |            |            |       |       |        |        |